# 英語史
英語史（えいごし）とは、英語の歴史である。

## 英語前史
現在直接辿れる英語の最古の祖先は印欧祖語である。印欧祖語はかつて黒海沿岸に居住していた民族が使用していた言語であると推定されている。そこから幾つもの言語集団がインドからイラン、ヨーロッパにかけて移動し、ヒンディー語、ペルシア語や、ヨーロッパの諸言語として分かれていったと考えられている。
このうち黒海からヨーロッパ北部へ分かれた言語がゲルマン祖語と想定されている。これをルーツとする言語集団をゲルマン語派と言い、その中に現在の英語、ドイツ語、オランダ語、北欧諸言語が含まれていた。
そのゲルマン人のうち、ドイツ西北部に移住した部族にアングル人・サクソン人・ジュート人がおり、しばらくそこに住んでいたがやがて4世紀頃にフン族の圧迫で西部に押し出され、グレートブリテン島に渡った。

## 古英語（5世紀から11世紀中頃まで）

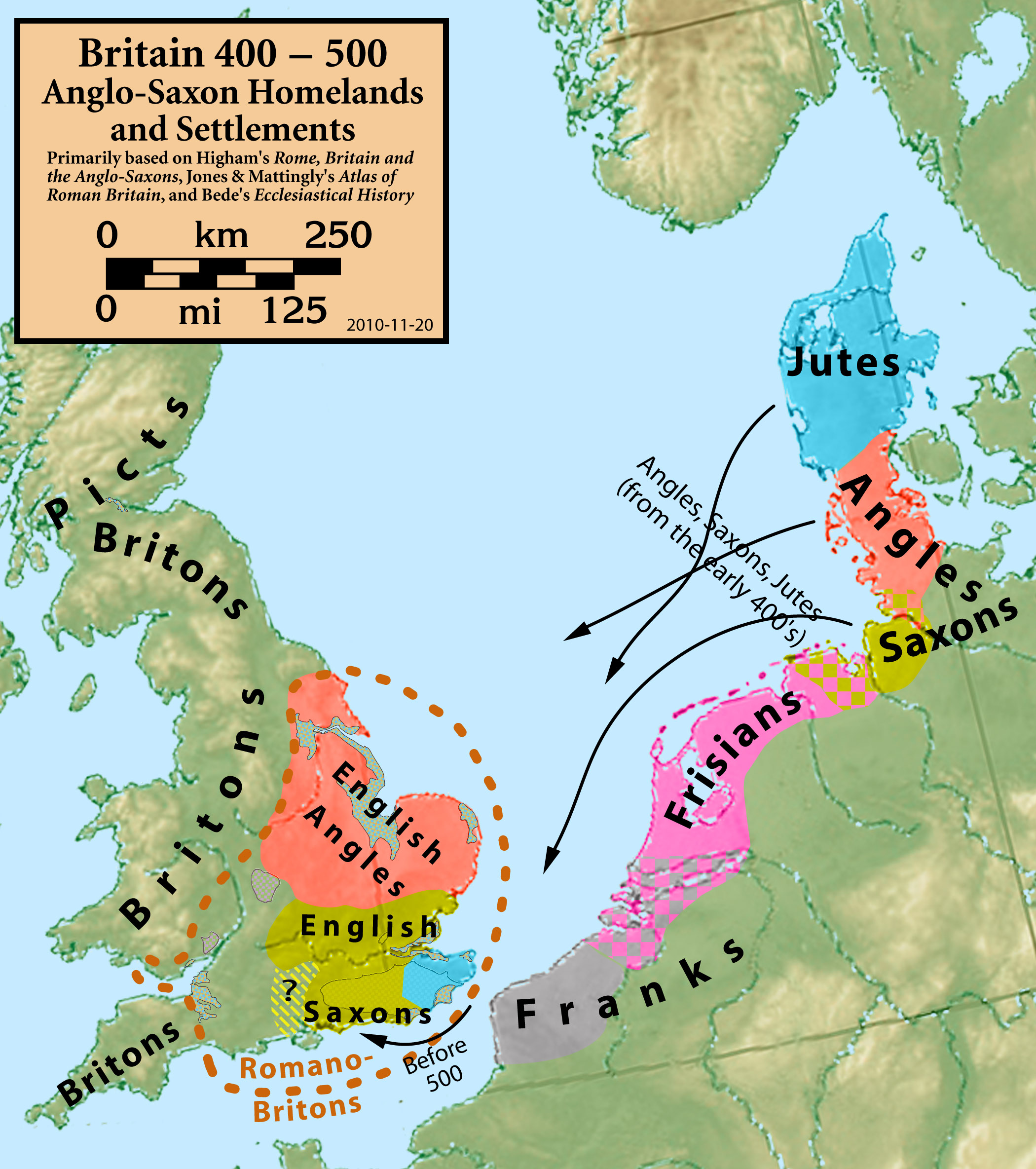
西暦400年代のユトランド半島からブリテン諸島への移住。
Jutes: ジュート人
Angles:アングル人
Saxons: サクソン人

ブリテン諸島 には古くからブリトン族などのケルト人が住んでいたが、 43年、第4代ローマ皇帝・クラウディウスの征服により、現在のイングランドとウェールズに当たる地方がローマ帝国に組み込まれた（ブリタンニア）。しかし、帝国が衰退するにつれ、ローマ軍は大陸へ撤退せざるを得なくなり、その空白を縫ってゲルマン人の部族であるアングル人・サクソン人・ジュート人が5世紀頃にブリテン島に侵出し、ケルト系住民を西北に押しやって定住した。
彼らは七つの王国を樹立し（七王国）、あい争っていたが9世紀に統一され、この王朝のもとで古期英語が隆盛した（アルフレッド大王の学芸保護政策）。アングル人（ドイツ北部アンゲルン半島出身）・サクソン人（ドイツニーダーザクセン州出身）の言語が英語のベースとなっているため、英語の最も基礎的な動詞(be, go, come, make, eat, sleep, drinkなど)、形容詞(strong, small, hot, fast, deep, softなど)、名詞(sun, water, tree, sea, mother, father, son, daughter, childなど)、前置詞(in, on, to, with, byなど)、代名詞(this, that, who, which, what, these, those, here, thereなど)、文法は西ゲルマン語に起源を持つ。
古英語には古い時代からのラテン語からの借用語があり、それには基本的な生活語彙(street, cheese, kitchen, school, wallなど)や宗教語彙(angel, disciple, church, organ, bishopなど)も含まれた。
9世紀半ばからイングランドを度々侵略したデーン人は9世紀後半からはイングランド東部・北部へ定住を始め、デーンロウと呼ばれるデーン人が治める地域を構成した。デーン人は次第に現地のイングランド人社会に受け入れられ、彼らが話した古ノルド語はイングランド人の話す古英語に大きな影響を与えた。古英語と古ノルド語は同じゲルマン語であるため、語彙や文法に似た部分が多かったが、活用語尾は異なっていた。
より円滑な意思疎通を図るため、英語の名詞の性別や複数形、動詞の活用が簡単になったという見方がある。使用頻度の高い基礎動詞・生活動詞などは不規則活用動詞として残ったものが多く、古英語由来の不規則活用動詞は133語である。古ノルド語から入った動詞のうち11語(get, give, take, cut, hit, mistake, sling, fling, thrust, cast, rive)が不規則活用動詞になっており、古英語と古ノルド語の密接な言語接触が窺える。
3人称代名詞 they, their, them、指示代名詞 both、前置詞 till、接続詞 though、親族名詞 sister, husband、生活名詞 window, egg, sky, kid、身体名詞 skin, scalp, skull, freckle、基本動詞 get, give, take, want, die、基本形容詞 weak, low, flat, wrong, happy, angryなど、古ノルド語に由来する語彙は英語の基層を形成している。
王の死後、アングロ・サクソン人の支配は復活するが、その支配力は弱く、内乱が相次いだため、最終的には、フランス北部にいたノルマン人に占領される（ノルマン・コンクエスト、1066年）。

## 中英語（11世紀から15世紀頃まで）
ノルマン・コンクエストの結果、イギリスの支配階級はほとんどノルマン語しか話さない人々によって占められることになり、フランス語が大量に流入した。そのため、法律、政治、財産に関する英語にも、フランス借り入れ語が多い。court（法廷）, judge（裁判官）, parliament（議会）, council（地方自治体の議会）, tax（税金）, money（金銭）などは、13世紀末までに借入された。。
また上記以外の分野では、上流階級の話すフランス系語彙と、中下層階級のゲルマン系語彙の二系統が混在する現在の英語ができ上がった。
（mutton（食用の羊肉） - sheep（家畜の羊）、beef（食用の牛肉）- cow（酪農用の牛）など。つまり貴族は食べ、庶民がその肉を養うのである）。
この時期にフランス語から英語に入った語にはpavilion、tennis、umpire、nasty、bribe、gentleなどがある。そのときまでに英語には十分な語彙が存在していたため、新しく入ってきたフランス語は従来の英語の意味を変えたり、変えられたりして定着し、結果として英語の表現力は大きく向上した。例えば、判決を下すの英語は元来doomであったが、それはフランス語由来のjudgeにとって代わられ、doomは「最後の審判」という特殊な意味へと変化していった。
しかし、ノルマン人は少数だったため、13世紀になると英語がイギリスの国語としての地位を確立し始め、百年戦争の敗退などを受けて14世紀には貴族でさえ英語を母語とするに至った。
だがこの間にフランス語から借用された語彙は一万語におよび、その75%が現在まで残っている。
長らく英語では話し言葉と書き言葉（ラテン語）が分離していたが、ルネサンス（文芸復興：14 - 16世紀）の運動がようやくイギリスにも伝わると、両者を一致させる動きが現れ、ジェフリー・チョーサーの『カンタベリー物語』などができ上がった。
古英語期にはアルフレッド大王の文教政策が功を奏し、ウェセックス方言によるテクストが多く残り、1つの「標準語」として認められるが、中英語期には前述のような階級間でのかなり目立った言語格差が見られたり、フランス語からの影響を多大に受けていたことも手伝って、中英語は言語的にかなり過渡的で流動的なものだったといえる。したがって、古英語のように形態論、統語論を「中英語」という枠で一般的に記述することはきわめて難しい。その場合には、チョーサーが用いた「東イングランド」方言に限定するなど、時代・地域の的を絞る必要がある。それほど時代・方言においても違いの多い時期であった。

## 近代英語（16世紀から19世紀まで）
15世紀から16世紀にかけて、発音と綴りが著しく異なるようになった（great vowel shift：大母音推移）。それまで「フィーヴェ」はfive、「ロート」はroot、「セーク」はseekというように発音のとおりに綴っていたものが、この時期から発音が大きく変化し、その一方で綴りについては「発音の変化にあわせて改定する」ということを一度も行わなかったため、両者の間に乖離が生じ、現在の英語学習者が困惑する遠因ともなっている。
また、16世紀から17世紀には、啓蒙時代の文人たちが、「粗野な」英語の水準を高めようと、ラテン語、ギリシャ語を借用したため、学術用語を中心に数百ものラテン語が定着した（cynic、analogy、animate、explain、communicate など）。印刷技術の普及と共に、ラテン語・ギリシャ語文献が広く行き渡り、それまでのフランス語・ラテン語を経由した摂取でなく、直接ラテン語やギリシャ語からの借用であることが、前の時代と異なる点である。新約聖書が原典のギリシャ語から、そして旧約聖書が原典のヘブライ語から初めて直接訳されたのも16世紀である。1611年には、主に1500年代に翻訳された英訳聖書の良い翻訳表現を取り入れながら、原典から直接訳出された欽定訳聖書が出版された。この英訳聖書は翌年からほぼ毎年改訂され、広く流布したために英語の文体に影響を与え、聖書の英語を日常の英語にするのに貢献した。
一方でフランスとの交流も相変わらず盛んだったため、フランス語も絶え間なく流入した。しかし、以前のノルマン・コンクエスト時代に入ってきたフランス語と同じ単語が重ねて入ってくることもあり、その場合は違った形と意味で借用された。assay（金銀の含有量を調べる）は1338年に入ってきた言葉だが、フランスではその後意味が広がり、「試みる」の意味となり、それが1597年に再流入してきた時にはessay（試みる、随筆）となった。
また、大航海時代の到来と共にイギリスの生活圏が広がり、世界各国から新しい単語が入ってきたのもこの時代の特徴である（イタリア語からballot、スペイン語からcigar、ポリネシア諸語からtaboo、ペルシャ語から（ヒンディー語を経由）pyjamas）。
この頃、イギリスは産業革命や政治改革を受けて隆盛を迎え、それと共にウィリアム・シェイクスピアの『ヴェニスの商人』、『オセロー』などの国民文学が成った。
また、この頃まで二人称を表す語が複数存在し、現在使われているyouは元々二人称単・複数の敬称形で親しい間柄を表す形（親称形）はthouを用いていた。シェイクスピアの『ロミオとジュリエット』には、このthou とyouを上手く使い分けたセリフが出てくる。

## 現代英語（20世紀以降）
イギリスが世界覇権を握るに従い、英語話者の人口が増大した。また、世界各国からの語彙の流入も継続し、日本語からは tsunami（津波）、manga（漫画）、kamikaze（神風）などが借用され辞書に登録されるようになった。
アメリカではアフリカ系移民が生み出した歌唱的要素を豊富に含む黒人英語が成立した。この黒人英語と、アメリカ原住民の言葉、移民たちが持っていった近代英語がアメリカ英語（米語）を成立させた。米語は英語の方言であるが、分離後400年をへて、その隔たりはかなり大きいものとなっている。
黒人英語にはjitter、bogus、yamなどがあるが、その中でも都会に住む黒人を中心に使われている口語は、流行語・歌唱語としてアメリカや、さらに世界中に影響を与えることがしばしばである（hip hop、rap など）。
原住民族（ネイティブ・アメリカン）由来の言葉としては、tomato、potato、barbecue、powwowなどがある。
離島などでは古い語彙が残りやすいが、アメリカもその例に漏れず、fall（秋）、quit（止める）、trash（ごみ）などの言葉、用法はイギリスではかつて存在したが、現代ではもう使われていない。また、イギリスでの意味・用法からずれ、発展していった言葉もある。apartmentはイギリスでは家屋の中の一部屋をさしたが、アメリカでは意味が拡大して集合住宅という家全体を指すようになった（イギリス英語では flatである）。
また、アメリカで使われる英語の特徴として、品詞を変えて使用したり（park 駐車場→駐車する）、長単語の代わりに熟語を使ったりする（board → get on、eliminate → take away、finish → get done）など、簡略化の傾向が見られる。
アメリカの覇権が確立すると共に、アメリカ式の英語の影響力は強まり、現在では逆に英語（イギリス英語）にも影響を与えるようになっている。また、ヨーロッパ諸国やイギリス連邦（カナダ、オーストラリアなど）ではイギリス英語の勢力がまだ残っているが、日本では戦後のGHQの占領などの影響で米語の勢力が圧倒的に強い。